# Мун, Гон Де
Гон Чха Мун (кор. 문공자?, ?), более известна, как Мун Гон Дя из-за неправильности написания (р. 7 сентября 1947, Сахалинская область) — казахстанская эстрадная певица, Заслуженный деятель Республики Казахстан

## Биография
Родилась в городе Шахтёрск в Сахалинской области, СССР в семье этнических корейцев. Закончила Бакинскую музыкальную академию.
На профессиональной сцене с 1968 года. В начале карьеры работала в Узбекском концертном зале в ансамбле «Каягым», как солистка-вокалистка.
В 1981 году была приглашена в Государственный Республиканский Корейский театр в Алма-аты, в котором она проработала 30 лет, до 2011 года. В качестве участницы ансамбля «Ариранг» в корейском театре, она дала концерты практически во всех городах бывшего СССР.
В 1991 году по приглашению южнокорейской телевещательной компании MBC дала концерт в Сеуле, где выступила с такими местными знаменитостями, как Чхо Ён Пиль, Чжу Хён Ми, Ким Хён Чиль и другие.
В начале 2000-х вместе с мужем, Геннадием Кимом, дала серию благотворительных концертов в Германии, Франции, Голландии для корейской диаспоры в Европе.
В 2005 году получает звание Заслуженного деятеля Республики Казахстан.
С 2000 года Мун Гон Чха член творческого объединения «Ассаламаллейкум-Аннёнг», созданного Геннадием Кимом, в котором дает регулярные концерты (в том числе и благотворительные).
В её репертуаре Русские романсы, Цыганские романсы, Корейские народные песни, Корейские песни в жанре Юхенга, Казахские песни и оперные арии.